# Siergiej Jelisiejew
Siergiej Władimirowicz Jelisiejew (ros. Сергей Владимирович Елисеев; ur. 5 maja 1971 w Stawropolu) – rosyjski polityk i funkcjonariusz Federalnej Służby Bezpieczeństwa, od 4 lipca do 25 listopada 2022 samozwańczy premier rządu obwodu chersońskiego, od 4 do 13 sierpnia 2022 p.o. szefa Chersońskiej Wojskowo-Cywilnej Administracji (gubernatora obwodu).

## Życiorys
Został absolwentem Kałmuckiego Uniwersytetu Państwowego w Eliście, w 1998 ukończył też Akademię FSB. Od 1993 do 2005 służył w Federalnej Służbie Bezpieczeństwa Federacji Rosyjskiej. Według oficjalnego biogramu od 2005 do 2014 zatrudniony na stanowiskach kierowniczych w prywatnych przedsiębiorstwach, następnie od 2014 do 2016 był zastępcą burmistrza Wołogdy. Następnie od 2017 pracował w administracji obwodu królewieckiego, został inspektorem federalnym nadzorującym Północno-Zachodni Okręg Federalny, a w lipcu 2021 pierwszym wicepremierem rządu obwodu królewieckiego.
W 2022 zaangażował się w rosyjską inwazję na Ukrainę. 4 lipca 2022 z rosyjskim poparciem powołany na stanowisko premiera obwodu chersońskiego, szybko udało mu się przejąć faktyczną władzę na tym terenie po zmarginalizowaniu ukraińskich kolaborantów. Na początku sierpnia 2022 objął tymczasowo stanowisko szefa Chersońskiej Wojskowo-Cywilnej Administracji (de facto gubernatora obwodu chersońskiego) po tym, jak 4 sierpnia Wołodymyr Saldo zapadł na bliżej nieokreśloną chorobę i trafił do szpitala (według części źródeł otruto go). Zajmował to ostatnie stanowisko do 18 września, kiedy Sałdo powrócił do pełnienia obowiązków szefa Chersońskiej Wojskowo-Cywilnej Administracji. 25 listopada 2022 zakończył pełnienie funkcji premiera, powracając do rządu obwodu królewieckiego.
W 2022 objęty sankcjami Stanów Zjednoczonych, Unii Europejskiej, Wielkiej Brytanii i innych państw.

## Odznaczenia
Został odznaczony Orderem Męstwa, Medalem za Odwagę oraz Medalem Orderu „Za Zasługi dla Ojczyzny” I i II klasy. 